# بابلو لاستراس
بابلو لاستراس (بالإسبانية: Pablo Lastras)‏ مواليد 20 يناير 1976 في مدريد، هو دراج إسباني في صنف سباق الدراجات على الطريق. انضم لفريق موفيستار للدراجات.

## سجل النتائج

### سباقات أو مراحل فاز بها
- طواف فرنسا
- طواف إسبانيا
- طواف سويسرا
- طواف إيطاليا

### المراكز
- حقق المركز الـ 9 في طواف بولندا 2009

## وصلات خارجية
- الموقع الرسمي
- بابلو لاستراس على موقع الاتحاد الدولي للدراجات (الإنجليزية)
- بابلو لاستراس على موقع أرشيف الدراجات (الإنجليزية)
- بابلو لاستراس على موقع إحصائيات الدراجات الإحترافية (الإنجليزية)
- بابلو لاستراس على موقع نسبة الدراجات (الإنجليزية)
- بابلو لاستراس على موقع CycleBase (الإنجليزية)